# 古河州酒
古河州酒，是中华人民共和国甘肃省临夏出产的一系列白酒和黄酒，为中国驰名商标。

## 沿革
古河州酒是种新酒，乃当地一家民企于1999年推出的产品，以白酒为主，也有黄酒，近年来又推出了果酒。2004年3月，公司一度出现经济问题，临夏市担保中心按照资金安全运行的操作规程，积极采取反担保措施，使古河州酒业渡过难关。至2020年代初，古河州酒为甘肃少数同时包括酱香型白酒、浓香型白酒和清香型白酒的白酒品牌，分属古河州、中华牡丹、刘家峡系列。